# Trenes rigurosamente vigilados
Trenes rigurosamente vigilados (en checo: Ostře sledované vlaky) es una película checoslovaca de 1966, dirigida por Jiří Menzel. 
Basada en una novela homónima de Bohumil Hrabal, narra la historia de un joven que trabaja en una estación ferroviaria en la Checoslovaquia ocupada por Alemania durante la Segunda Guerra Mundial. Fue filmada en los Barrandov Studios, en Praga.

## Trama
A fines de la Segunda Guerra Mundial, la Alemania nazi está perdiendo en todos los frentes. El joven Miloš Hrma trabaja por cuenta propia sin remuneración en una pequeña estación ferroviaria. El jefe de la estación tiene una esposa amable, pero envidia el éxito con las mujeres del despachador de trenes, Hubička. La cotidianidad de la estación ferroviaria es trastornada con la llegada del concejal Zednicek, un colaborador nazi.

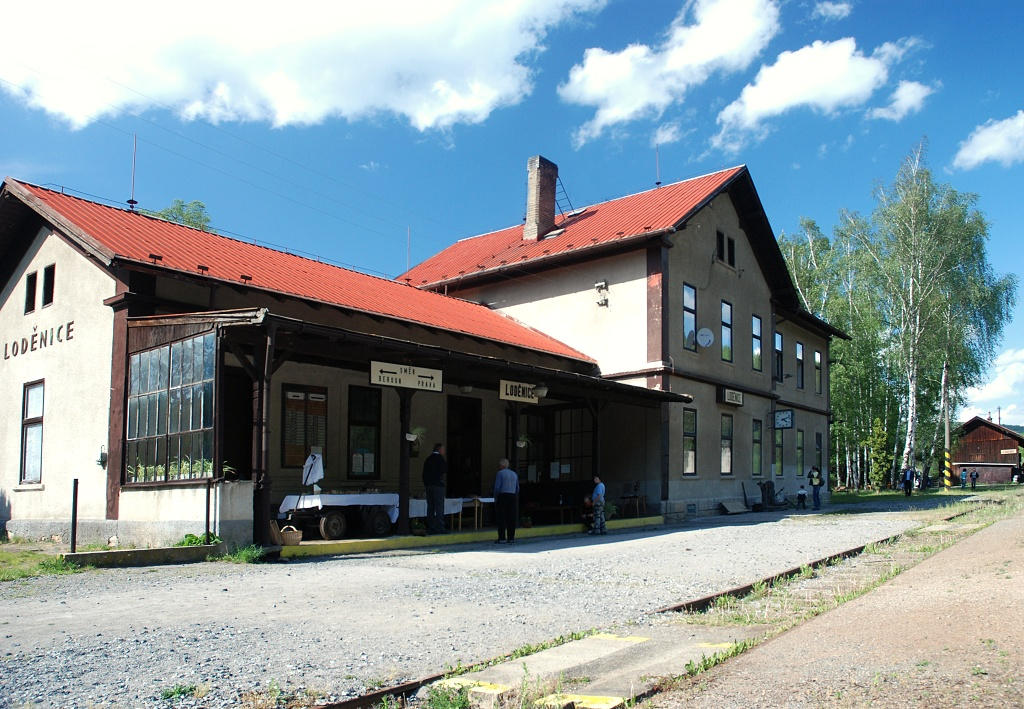
La estación de tren en Loděnice, donde se rodó el filme

## Reparto
- Václav Neckář como Miloš Hrma
- Josef Somr como el despachador de trenes Hubička
- Vlastimil Brodský como el concejal Zedníček
- Vladimír Valenta como el jefe de la estación Lanska
- Jitka Bendová como la conductora Máša
- Jitka Zelenohorská como la telegrafista Zdenička
- Naďa Urbánková como Viktoria Freie
- Libuše Havelková como la esposa de Lanska
- Milada Ježková como la madre de Zdenička
- Jiří Menzel como el Doctor Brabec

## Producción
La película está basada en una novela de 1965 del mismo nombre del destacado autor checo Bohumil Hrabal , cuyo trabajo Jiří Menzel había adaptado previamente para hacer La muerte del Sr. Balthazar , su segmento de la película de antología de historias de Hrabal Pearls of the Deep ( 1965). Los estudios Barrandov primero ofrecieron este proyecto a los directores más experimentados Evald Schorm y Vera Chytilova ( Trenes vigilados de cerca fue el primer largometraje dirigido por Menzel), pero ninguno de ellos vio la manera de adaptar el libro al cine. [5]Menzel y Hrabal trabajaron juntos de cerca en el guion, e hicieron una serie de modificaciones a la novela. Menzel and Hrabal worked together closely on the script, making a number of modifications to the novel.
La primera opción de Menzel para el papel principal de Miloš fue Vladimír Pucholt, pero estaba ocupado filmando Svatba jako řemen de Jiří Krejčík . Menzel consideró interpretar el papel él mismo, pero concluyó que, con casi 28 años, era demasiado mayor. Luego, quince actores no profesionales fueron probados antes de que la esposa de Ladislav Fikar (poeta y editor) presentara la sugerencia del cantante pop Václav Neckář . Menzel ha relatado que él mismo solo asumió el cameo del médico en el último minuto, después de que el actor originalmente elegido no se presentara al rodaje.
El rodaje comenzó a finales de febrero y duró hasta finales de abril de 1966. Se utilizaron localizaciones en el edificio de la estación de Loděnice y sus alrededores.
La asociación entre Menzel y Hrabal continuaría con Larks on a String (realizada en 1969 pero no lanzada hasta 1990), Cutting It Short (1981), The Snowdrop Festival (1984) y I Served the King of England (2006) todo dirigido por Menzel y basado en obras de Hrabal.

## Premios
La película ganó varios premios internacionales:
- El Óscar a la mejor película extranjera en 1967
- El Gran Premio en el International Filmfestival Mannheim-Heidelberg de 1966.

Asimismo, fue nominado a los siguientes premios:
- Premios BAFTA a la mejor película (1968).
- Premios del Sindicato de Directores por mejor logro en dirección cinematográfica (1969).
- Premios Globo de Oro a la mejor película en lengua no inglesa (1968).